# Eleccions generals espanyoles de 2016
El diumenge 26 de juny de 2016 es van celebrar eleccions generals a Espanya per escollir les Corts Generals del país. Van ser les tretzenes eleccions des de la transició democràtica espanyola i les segones amb Felip VI com a rei.
El dilluns 2 de maig de 2016, a les 24.00 hores, les Corts Generals van quedar dissoltes automàticament després que els partits del Congrés dels Diputats no van poder posar-se d'acord en les negociacions, que va donar pas a unes noves eleccions pel 26 de juny. Va ser la primera vegada en la història recent d'Espanya que es van haver de fer eleccions a causa d'un fracàs en el procés de formació de govern. La XI Legislatura Espanyola va ser la més curta de la història recent del país.
Els 36.518.100 ciutadans amb dret a vot, 34.597.844 residents al país i 1.920.256 a l'estranger, van ser cridats a decidir la renovació dels 350 escons del Congrés dels Diputats i els 208 d'elecció directa del Senat. Després d'aquestes eleccions començarà la XII legislatura de les Corts Generals.

## Antecedents

### Eleccions del 2015
Les eleccions generals del 20 de desembre de 2015 es van considerar històriques per la pèrdua de suport als dos partits majoritaris, el Partit Popular i el Partit Socialista Obrer Espanyol, i la irrupció de dos nous partits polítics al Congrés dels Diputats —Ciutadans i Podem—, que van deixar un repartiment d'escons que va impossibilitar la investidura d'un president i va obligar els partits a establir pactes.

### Incapacitat per investir un president
El 22 de gener, el mateix dia en què el rei proposaria un candidat, Pablo Iglesias (Podem) va proposar al rei, abans que el PSOE, un govern d'esquerres en coalició, on la presidència recauria en Pedro Sánchez (PSOE), la vicepresidència a Pablo Iglesias i es repartirien equitativament els ministeris, donant-ne un a Esquerra Unida; tanmateix, Sánchez va denegar la proposta. Després d'això, el rei va proposar com a president del govern a Mariano Rajoy (PP), que va declinar sotmetre's a la investidura per falta de suport parlamentari.
Els casos de corrupció en els quals es veié immers el PP van dificultar les negociacions amb Ciutadans i finament Sánchez va afirmar que acceptaria una proposta d'investidura però que abans Rajoy hauria de ser rebutjat per la Cambra Baixa en una sessió d'investidura. Tot i així, a la segona ronda de contactes, el rei va proposar Sánchez.
El 24 de febrer el PSOE i Ciutadans van arribar a un acord de govern amb dues-centes mesures per aconseguir la investidura de Sánchez, un pacte que va tenir el rebuig immediat de la resta de formacions. Sánchez es va sotmetre a la investidura els dies 1, 2 i 4 de març però no va aconseguir la confiança de la Cambra Baixa en cap de les dues votacions celebrades.
Durant els mesos de març i abril van seguir les negociacions entre els partits, amb el pacte PSOE-Ciutadans vigent i amb tres possibilitats d'investidura: un pacte a tres entre PSOE, Ciutadans i Podem, que va fracassar per les diferències entre Ciutadans i Podem; un pacte PP-PSOE-Ciutadans, o una gran coalició entre PP i PSOE, que no van veure la llum per l'exigència del PSOE en la sortida dels populars de l'Executiu.
Una última ronda de contactes els dies 25 i 26 d'abril van portar el rei a no proposar cap candidat per a la presidència del govern.

### Dissolució de les Corts i convocatòria d'eleccions
A causa d'això, i de la inexistència d'un candidat que comptés amb el suport necessari, el 3 de maig el rei va executar el mandat constitucional i va convocar noves eleccions, amb la ratificació del president del Congrés dels Diputats, Patxi López —i no a proposta del president del govern, que es trobava cessat i en funcions des del 21 de desembre de 2015—, a través de l'expedició d'un reial decret de dissolució de les Corts Generals i convocatòria d'eleccions, que va entrar en vigor aquell mateix dia a gràcies a la seva publicació al Butlletí Oficial de l'Estat.

## Candidatures i programes
A continuació s'enumeren els principals partits i coalicions que es van presentar al Congrés dels Diputats:
| Partit o coalició | Partit o coalició | Cap de llista | Cap de llista                         | Programa                              | Lema                                                                     |
| ----------------- | --- | ------------- | ------------------------------------- | ------------------------------------- | ------------------------------------------------------------------------ |
|                   | Partit Popular (PP) - Partit Popular (PP) - Unió del Poble Navarrès (UPN) - Fòrum Astúries (FAC) - Partit Aragonès (PAR) |               | Mariano Rajoy (Madrid)                |                                       | "A favor"                                                                |
|                   | Partit Socialista Obrer Espanyol (PSOE) - Partit Socialista Obrer Espanyol (PSOE) - Partit dels Socialistes de Catalunya (PSC) - Nova Canàries (NCa) |               | Pedro Sánchez (Madrid)                |                                       | "Un sí por el cambio" (Un sí per al canvi)                               |
|                   | Units Podem (Podemos-IU-Equo) - Podem (Podem) - Esquerra Unida (IU) - Equo - En Comú Podem (ECP) - A la valenciana (Podemos–Compromís–EUPV) - En Marea (Podemos–Anova–EU) - Units Podem Més - Batzarre - Unitat Popular en Comú (UPeC) - Izquierda Asturiana (IAS) - Construint l'Esquerra-Alternativa Socialista (CLI–AS) - Segoviemos - Izquierda Castellana (IzCa) - Democràcia Participativa (Participa) |               | Pablo Iglesias (Madrid)               | Arxivat 2019-03-31 a Wayback Machine. | "La sonrisa de un país" (El somriure d'un país)                          |
|                   | Ciutadans–Partit de la Ciutadania (C's) |               | Albert Rivera (Madrid)                | Arxivat 2021-04-24 a Wayback Machine. | "Tiempo de acuerdo, tiempo de cambio" (Temps d'acords, temps de canvis)  |
|                   | Esquerra Republicana de Catalunya–Catalunya Sí (ERC–CatSí) - Esquerra Republicana de Catalunya (ERC) - Catalunya Sí (CatSí) |               | Gabriel Rufián (Barcelona)            |                                       | "L'únic canvi possible"                                                  |
|                   | Convergència Democràtica de Catalunya (CDC) |               | Francesc Homs (Barcelona)             | Arxivat 2016-08-08 a Wayback Machine. | "Molt per defensar"                                                      |
|                   | Partit Nacionalista Basc (EAJ/PNV) |               | Aitor Esteban (Biscaia)               |                                       | "Lehenik Euskadi. Euskadi es lo que importa" (Euskadi és el que importa) |
|                   | EH Bildu (EH Bildu) - Sortu - Eusko Alkartasuna (EA) - Aralar - Alternatiba |               | Marian Beitialarrangoitia (Guipúscoa) | Arxivat 2016-08-10 a Wayback Machine. | "Vamos a crear oportunidades" (Crearem oportunitats)                     |
|                   | Coalició Canària-Partit Nacionalista Canari (CCa–PNC) - Coalició Canària (CCa) - Partit Nacionalista Canari (PNC) - Agrupación Herreña Independiente (AHI) |               | Ana Oramas (Santa Cruz de Tenerife)   | Arxivat 2019-05-28 a Wayback Machine. | "Sí nos representa" (Sí que ens representa)                              |

## Resultats

### Congrés dels Diputats
| Resultats al Congrés dels Diputats |                                                            |                     |            |         |          |          |          |
|                                    |                                                            |                     |            |         |          |          |          |
| Llista electoral                   | Llista electoral                                           | Vots                | Vots       | Vots    | Diputats | Diputats | Diputats |
| Llista electoral                   | Llista electoral                                           | Total               | %          | +/-     | Total    | %        | +/-      |
|                                    | Partit Popular (PP)                                        | 7.941.236           | 33,01      | 704.271 | 137      | 39,14    | 14       |
|                                    | Partit Socialista Obrer Espanyol (PSOE)                    | 5.443.846           | 22,63      | 101.469 | 85       | 24,28    | 5        |
|                                    | Unidos Podemos (PODEMOS-IU-EQUO)                           | 3.227.123           | 13,42      |         | 45       | 12,85    |          |
|                                    | Ciutadans-Partit de la Ciutadania (C's)                    | 3.141.570           | 13,06      | 372.958 | 32       | 9,14     | 8        |
|                                    | En Comú Podem-Guanyem el Canvi (EN COMÚ)                   | 853.102             | 3,55       | 76.778  | 12       | 3,43     | =        |
|                                    | A la valenciana (PODEMOS-COMPROMÍS-EUPV)                   | 659.771             | 2,74       | 13.778  | 9        | 2,57     | =        |
|                                    | Esquerra Republicana de Catalunya-Catalunya Sí (ERC-CATSÍ) | 632.234             | 2,63       | 30.452  | 9        | 2,57     | =        |
|                                    | Convergència Democràtica de Catalunya (CDC)                | 483.488             | 2,01       | 83.765  | 8        | 2,29     | =        |
|                                    | En Marea (PODEMOS-EN MAREA-ANOVA-EU)                       | 347.542             | 1,44       | 63.156  | 5        | 1,43     | 1        |
|                                    | Partit Nacionalista Basc (EAJ-PNV)                         | 287.014             | 1,19       | 15.302  | 5        | 1,43     | 1        |
|                                    | Partit Animalista Contra el Maltractament Animal (PACMA)   | 286.702             | 1,19       | 66.333  | 0        | 0        | =        |
|                                    | Euskal Herria Bildu (EH Bildu)                             | 184.713             | 0,77       | 34.412  | 2        | 0,57     | =        |
|                                    | Coalició Canària-Partit Nacionalista Canari (CCa-PNC)      | 78.253              | 0,33       | 3.664   | 1        | 0,29     | =        |
|                                    | Recortes Cero-Grupo Verde (RECORTES CERO-GRUPO VERDE)      | 51.907              | 0,22       | ▲3.232  | 0        | 0        | =        |
|                                    | Unió, Progrés i Democràcia (UPyD)                          | 50.247              | 0,21       | 104.906 | 0        | 0        |          |
|                                    | Vox (VOX)                                                  | 47.182              | 0,20       | 10.932  | 0        | 0        |          |
|                                    | Nós-Candidatura Galega (BNG-CG-FOGA-PCPG-PG)               | 45.252              | 0,19       | 25.611  | 0        | 0        |          |
|                                    | Partido Comunista de los Pueblos de España (PCPE)          | 22.279              | 0,09       | 890     | 0        | 0        |          |
|                                    | Geroa Bai (GBAI)                                           | 14.343              | 0,06       | 16.299  | 0        | 0        |          |
|                                    | Escons en Blanc (EB)                                       | 11.669              | 0,05       | 1.585   | 0        | 0        |          |
|                                    | Falange Española de las JONS (FE de las JONS)              | 9.909               | 0,04       | +2.414  | 0        | 0        |          |
|                                    | Sobirania per a les Illes (SI)                             | 7.418               | 0,03       |         | 0        | 0        |          |
|                                    | Som Valencians (SOMVAL)                                    | 6.647               | 0,03       | +544    | 0        | 0        |          |
|                                    | Ciudadanos de Centro Democrático (CCD)                     | 6.273               | 0,03       | 4554    | 0        | 0        |          |
| Cens electoral                     | Cens electoral                                             | Cens electoral      | 36.520.913 | 100%    |          |          |          |
| Participació                       | Participació                                               | Participació        | 24.279.259 | 66,48%  |          |          |          |
| Vots vàlids                        | Vots vàlids                                                | Vots vàlids         | 24.053.755 | 99,07%  |          |          |          |
| Vots a candidatures                | Vots a candidatures                                        | Vots a candidatures | 23.874.674 | 98,33%  |          |          |          |
| Vots en blanc                      | Vots en blanc                                              | Vots en blanc       | 179.081    | 0,73%   |          |          |          |
| Vots nuls                          | Vots nuls                                                  | Vots nuls           | 225.504    | 0,93%   |          |          |          |
| Abstenció                          | Abstenció                                                  | Abstenció           | 12.241.654 | 33,51%  |          |          |          |

#### Resultats per autonomies
| Autonomia                  |       |       |       |       |       |       |       |       |       |       |       |      | Dif.   | Part. |
| -------------------------- | ----- | ----- | ----- | ----- | ----- | ----- | ----- | ----- | ----- | ----- | ----- | ---- | ------ | ----- |
| Andalusia                  | 33,56 | 31,24 | 13,58 | 18,56 |       |       |       |       |       |       |       |      | +2,32  | 68,20 |
| Aragó                      | 35,89 | 24,86 | 16,20 | 19,68 |       |       |       |       |       |       |       |      | +11,03 | 71,89 |
| Astúries                   | 35,28 | 24,84 | 12,63 | 23,78 |       |       |       |       |       |       |       |      | +10,44 | 68,19 |
| Cantàbria                  | 41,56 | 23,55 | 14,41 | 17,69 |       |       |       |       |       |       |       |      | +18,01 | 73,33 |
| Castella-La Manxa          | 42,79 | 27,31 | 13,06 | 14,64 |       |       |       |       |       |       |       |      | +15,48 | 72,96 |
| Castella i Lleó            | 44,33 | 23,17 | 14,15 | 15,50 |       |       |       |       |       |       |       |      | +21,16 | 73,34 |
| Catalunya                  | 13,36 | 16,12 | 10,93 |       | 24,51 |       | 18,17 | 13,92 |       |       |       |      | +6,34  | 65,61 |
| Comunitat de Madrid        | 38,27 | 19,62 | 21,23 | 17,75 |       |       |       |       |       |       |       |      | +17,04 | 74,27 |
| País Valencià              | 35,49 | 20,81 | 14,96 |       |       | 25,37 |       |       |       |       |       |      | +10,12 | 74,08 |
| Extremadura                | 39,94 | 34,57 | 10,53 | 13,04 |       |       |       |       |       |       |       |      | +5,37  | 70,45 |
| Galícia                    | 41,49 | 22,25 | 8,63  |       |       |       |       |       | 22,18 |       |       |      | +19,24 | 69,63 |
| Illes Balears              | 35,09 | 20,10 | 14,57 | 25,38 |       |       |       |       |       |       |       |      | +9,71  | 62,58 |
| Canàries                   | 34,07 | 22,54 | 12,02 | 20,24 |       |       |       |       |       |       |       | 7,99 | +11,53 | 64,37 |
| La Rioja                   | 42,63 | 24,33 | 13,98 | 16,58 |       |       |       |       |       |       |       |      | +18,30 | 74,71 |
| Múrcia                     | 46,74 | 20,29 | 15,69 | 14,39 |       |       |       |       |       |       |       |      | +26,45 | 71,34 |
| Navarra                    | 31,88 | 17,36 | 6,09  | 28,33 |       |       |       |       |       |       | 9,38  |      | +3,55  | 70,58 |
| País Basc                  | 12,85 | 14,24 | 3,51  | 29,05 |       |       |       |       |       | 24,91 | 13,30 |      | +4,14  | 67,44 |
| Ceuta                      | 51,91 | 22,60 | 11,52 | 10,90 |       |       |       |       |       |       |       |      | +29,31 | 52,57 |
| Melilla                    | 49,90 | 24,64 | 12,38 | 9,77  |       |       |       |       |       |       |       |      | +25,26 | 51,35 |
| Total                      | 33,03 | 22,66 | 13,05 | 13,37 | 3,55  | 2,74  | 2,63  | 2,01  | 1,44  | 1,20  | 0,77  | 0,33 | +10,37 | 69,84 |
| Font: Ministeri d'Interior |       |       |       |       |       |       |       |       |       |       |       |      |        |       |

### Senat
| Resultats al Senat d'Espanya |                                                                  |        |      |
|                              |                                                                  |        |      |
| Llista electoral             | Llista electoral                                                 | Escons | Var. |
|                              | Partit Popular PP                                                | 130    | +6   |
|                              | Partit Socialista Obrer Espanyol (PSOE)                          | 43     | –4   |
|                              | Esquerra Republicana de Catalunya-Catalunya Sí (ERC-CATSÍ)       | 10     | +4   |
|                              | Units Podem (PODEMOS-IU-EQUO)                                    | 8      |      |
|                              | Partit Nacionalista Basc (PNB)                                   | 5      | –1   |
|                              | En Comú Podem-Guanyem el Canvi (EN COMÚ)                         | 4      | =    |
|                              | Compromís-Podemos-EUPV: A la valenciana (PODEMOS-COMPROMÍS-EUPV) | 3      | +2   |
|                              | Convergència Democràtica de Catalunya (CDC)                      | 2      | –4   |
|                              | En Marea (PODEMOS-EN MAREA-ANOVA-EU)                             | 1      | –1   |
|                              | Agrupación Socialista Gomera (ASG)                               | 1      | =    |
|                              | Coalició Canària-Partit Nacionalista Canari (CCa-PNC)            | 1      | =    |

#### Resultats per circumscripció
| Circumscripció     |     |    |   |   |   |   |    |   |   |   |   |   | Total |
| ------------------ | --- | -- | - | - | - | - | -- | - | - | - | - | - | ----- |
| Àlaba              | 1   | 0  | 3 | 0 |   |   |    |   |   | 0 |   |   | 4     |
| Albacete           | 3   | 1  | 0 | 0 |   |   |    |   |   |   |   |   | 4     |
| Alacant            | 3   | 0  |   | 0 |   | 1 |    |   |   |   |   |   | 4     |
| Almeria            | 3   | 1  | 0 | 0 |   |   |    |   |   |   |   |   | 4     |
| Astúries           | 3   | 1  | 0 | 0 |   |   |    |   |   |   |   |   | 4     |
| Àvila              | 3   | 1  | 0 | 0 |   |   |    |   |   |   |   |   | 4     |
| Badajoz            | 3   | 1  | 0 | 0 |   |   |    |   |   |   |   |   | 4     |
| Barcelona          | 0   | 0  |   | 0 | 3 |   | 1  | 0 |   |   |   |   | 4     |
| Burgos             | 3   | 1  | 0 | 0 |   |   |    |   |   |   |   |   | 4     |
| Càceres            | 3   | 1  | 0 | 0 |   |   |    |   |   |   |   |   | 4     |
| Cadis              | 3   | 1  | 0 | 0 |   |   |    |   |   |   |   |   | 4     |
| Cantàbria          | 3   | 1  | 0 | 0 |   |   |    |   |   |   |   |   | 4     |
| Castelló           | 3   | 0  |   | 0 |   | 1 |    |   |   |   |   |   | 4     |
| Ceuta              | 2   | 0  | 0 | 0 |   |   |    |   |   |   |   |   | 2     |
| Ciudad Real        | 3   | 1  | 0 | 0 |   |   |    |   |   |   |   |   | 4     |
| Còrdova            | 3   | 1  | 0 | 0 |   |   |    |   |   |   |   |   | 4     |
| la Corunya         | 3   | 1  |   | 0 |   |   |    |   | 0 |   |   |   | 4     |
| Conca              | 3   | 1  | 0 | 0 |   |   |    |   |   |   |   |   | 4     |
| Eivissa-Formentera | 1   | 0  | 0 | 0 |   |   |    |   |   |   |   |   | 1     |
| El Hierro          | 0   | 0  | 0 | 0 |   |   |    |   |   |   | 1 |   | 1     |
| Fuerteventura      | 1   | 0  | 0 | 0 |   |   |    |   |   |   | 0 |   | 1     |
| Girona             | 0   | 0  |   | 0 | 0 |   | 3  | 1 |   |   |   |   | 4     |
| Gran Canària       | 2   | 1  | 0 | 0 |   |   |    |   |   |   | 0 |   | 3     |
| Granada            | 3   | 1  | 0 | 0 |   |   |    |   |   |   |   |   | 4     |
| Guadalajara        | 3   | 1  | 0 | 0 |   |   |    |   |   |   |   |   | 4     |
| Guipúscoa          | 0   | 0  | 2 | 0 |   |   |    |   |   | 2 |   |   | 4     |
| Huelva             | 1   | 3  | 0 | 0 |   |   |    |   |   |   |   |   | 4     |
| Osca               | 3   | 1  | 0 | 0 |   |   |    |   |   |   |   |   | 4     |
| Jaén               | 1   | 3  | 0 | 0 |   |   |    |   |   |   |   |   | 4     |
| La Gomera          | 0   | 0  | 0 | 0 |   |   |    |   |   |   | 0 | 1 | 1     |
| Lanzarote          | 1   | 0  | 0 | 0 |   |   |    |   |   |   | 0 |   | 1     |
| Lleó               | 3   | 1  | 0 | 0 |   |   |    |   |   |   |   |   | 4     |
| Lleida             | 0   | 0  |   | 0 | 0 |   | 3  | 1 |   |   |   |   | 4     |
| Lugo               | 3   | 1  |   | 0 |   |   |    |   | 0 |   |   |   | 4     |
| Madrid             | 3   | 1  | 0 | 0 |   |   |    |   |   |   |   |   | 4     |
| Màlaga             | 3   | 1  | 0 | 0 |   |   |    |   |   |   |   |   | 4     |
| Mallorca           | 2   | 0  | 1 | 0 |   |   |    |   |   |   |   |   | 3     |
| Melilla            | 2   | 0  | 0 | 0 |   |   |    |   |   |   |   |   | 2     |
| Menorca            | 1   | 0  | 0 | 0 |   |   |    |   |   |   |   |   | 1     |
| Múrcia             | 3   | 1  | 0 | 0 |   |   |    |   |   |   |   |   | 4     |
| Navarra            | 3   | 0  | 1 | 0 |   |   |    |   |   |   |   |   | 4     |
| Ourense            | 3   | 1  |   | 0 |   |   |    |   | 0 |   |   |   | 4     |
| Palència           | 3   | 1  | 0 | 0 |   |   |    |   |   |   |   |   | 4     |
| la Palma           | 1   | 0  | 0 | 0 |   |   |    |   |   |   | 0 |   | 1     |
| Pontevedra         | 3   | 0  |   | 0 |   |   |    |   | 1 |   |   |   | 4     |
| La Rioja           | 3   | 1  | 0 | 0 |   |   |    |   |   |   |   |   | 4     |
| Salamanca          | 3   | 1  | 0 | 0 |   |   |    |   |   |   |   |   | 4     |
| Segòvia            | 3   | 1  | 0 | 0 |   |   |    |   |   |   |   |   | 4     |
| Sevilla            | 1   | 3  | 0 | 0 |   |   |    |   |   |   |   |   | 4     |
| Sòria              | 3   | 1  | 0 | 0 |   |   |    |   |   |   |   |   | 4     |
| Tarragona          | 0   | 0  |   | 0 | 1 |   | 3  | 0 |   |   |   |   | 4     |
| Tenerife           | 2   | 1  | 0 | 0 |   |   |    |   |   |   | 0 |   | 3     |
| Terol              | 3   | 1  | 0 | 0 |   |   |    |   |   |   |   |   | 4     |
| Toledo             | 3   | 1  | 0 | 0 |   |   |    |   |   |   |   |   | 4     |
| València           | 3   | 0  |   | 0 |   | 1 |    |   |   |   |   |   | 4     |
| Valladolid         | 3   | 1  | 0 | 0 |   |   |    |   |   |   |   |   | 4     |
| Biscaia            | 0   | 0  | 1 | 0 |   |   |    |   |   | 3 |   |   | 4     |
| Zamora             | 3   | 1  | 0 | 0 |   |   |    |   |   |   |   |   | 4     |
| Saragossa          | 3   | 1  | 0 | 0 |   |   |    |   |   |   |   |   | 4     |
| Total              | 130 | 43 | 8 | 0 | 4 | 3 | 10 | 2 | 1 | 5 | 1 | 1 | 208   |

## Conseqüències
La popular Ana Pastor va ser escollida, el 19 de juliol de 2016, presidenta del Congrés dels Diputats durant la sessió constitutiva de la cambra en la XII legislatura de les Corts Generals espanyoles.
El 27 d'octubre de 2016 es duu a terme la primera sessió d'investidura, en la qual la presidenta Ana Pastor anuncia com a candidat proposat a la cambra baixa al diputat Mariano Rajoy. En aquesta primera sessió el candidat ha d'obtenir una majoria absoluta de 176 diputats dels 350 que componen el Congrés dels Diputats. Com que no aconsegueix el suport necessari (PP, Ciudadanos i Coalició Canària) se sotmet a una segona sessió d'investidura 48 hores després de la primera (29 d'octubre de 2016) en la qual amb majoria simple no és suficient (més vots a favor que en contra). És llavors quan el dissabte 29 d'octubre surt elegit com a President del Govern d'Espanya per segona vegada consecutiva després d'entrar al govern l'any 2011.